# Wikimapy.cz
Wikimapy.cz byl internetový wiki projekt na adrese wiki.mapy.cz, který v letech 2006–2013 provozoval portál Seznam.cz jako doplněk ke své službě Mapy.cz. Projekt běžel na software MediaWiki a bylo v něm možno zakládat i upravovat články podobně jako na Wikipedii. Projekt byl úzce zaměřen na turistické body zájmu se zvláštním důrazem na Českou republiku a Evropu a byl vzájemně provázán s mapovou službou Mapy.cz.

## Historie
Spuštění webu bylo oznámeno 21. června 2006 (necelý měsíc po spuštění webu Wikimapia, navázaného na Google Maps) na blogu Ivo Lukačoviče, kde majitel odůvodňoval spuštění takto: „Čas od času nám přijde email s připomínkou, že údaje k objektům a historickým památkám na Mapě obsahují nějakou chybu. Často nás také žádáte o přidální dalších objektů na Mapy ať už se jedná o letiště, či wi-fi spoty. A víte co my na to? Když už jste tak chytří, že sami víte co má na mapě být, tak si to do těch map přidejte sami!“.
V červnu 2007 jej Technet.cz jmenoval na 7. místě mezi deseti českými weby druhé generace (Web 2.0) (česká verze Wikipedie v tomto seznamu uvedena nebyla).
K 30. listopadu 2013 byl projekt ukončen. V Mapách.cz byl nahrazen plně redakčním obsahem, upravovaným na základě podnětů zasílaných redakci uživateli Map.cz zejména prostřednictvím kontaktního formuláře, který je jedním z nástrojů webového i mobilního rozhraní mapy.

## Fungování a využití projektu
Články mohl číst kdokoliv s přístupem na internet, editovat obsah mohl každý, kdo měl registrovanou e-mailovou adresu ve službě email.seznam.cz.
Bylo možno editovat popis, historii, praktické informace a externí odkazy o turistických místech, přírodních zajímavostech a kulturních památkách a vkládat jejich fotografie.
Obsah byl publikován pod licencí GFDL, tedy jako volně šiřitelný. Vložené údaje a náhledy článků byly každý pracovní den automaticky
exportovány do mapové aplikace Mapy.cz, v níž pak byly vyhledávatelné a z níž vedl odkaz zpět na mapovou encyklopedii.